# لعبة الست (فلم)
لعبة الست هو فيلم درامي رومانسي كوميدي مصري عرض عام 1946، من بطولة كل من نجيب الريحاني بدور «حسن عاشور أبو طبق» وتحية كاريوكا بدور «لعبة» وعبد الفتاح القصرى بدور «إبراهيم نفخوا» ومارى منيب بدور «سنية جنح» وحسن فايق بدور «مخرج السيما» وسليمان نجيب بدور «الخواجة إيزاك عنبر» وبشارة واكيم بدور «الثرى الشامي» وعزيز عثمان بدور «محمود بالاليكا».
هذا الفيلم هو أول فيلم يخرجه ولي الدين سامح

## قصة الفيلم
تدور أحداث الفيلم عن حسن وهو رجل فقير يبحث عن وظيفة لكي يعيش منها وأثناء بحثه يعطف على رجل فقير ويجد عملة معدنية مزيفة ولكنها تجلب له الحظ فبعد المعاناة من البحث عن الوظيفة تساعده هذه العملة على العمل بمحلات الخواجة إيزاك عنبر الذي يعجب بأمانته وأخلاقه ويقطن حسن في غرفة فوق سطح منزل بمنطة شعبية وفي نفس اليوم الذي سكن فيه حسن اتت إليه فتاه جميلة تدعى لعبة لان خالتها كانت تسكن في الغرفة قبل حسن ولم تكن تعرف أن خالتها قد عزلت وهنا تقع قصة حب صادقة بينهما وتنتهى القصة بينهما بالزواج وتصبح لعبة ممثلة مشهوره ولايزال حسن موظف صغير فيقوم إبراهيم نفخوا أبو لعبه وامها سنيه جنح وابن خالتها محمود بلاليكا بجعلها تتخلى عن حسن بعد اشتهارها وأيضا بعد سفرها للخارج وتعرفها على الثري الشامي الذي أراد أن يتزوجها لذلك قررت ترك حسن الذي وجد أنه من الرجولة أن يطلقها وتشاء الأقدار أن تتجة الحرب إلى مصر فيقرر الخواجة ايزاك عنبر أن يترك المحل لحسن الموظف الشريف وان يضع من ربح المحل مبلغ في حسابه حتى يتم 20000 ج ثم يصبح المحل لحسن وفي نفس الوقت يعرف الثري الشامي حقيقه لعبه وما فعلته مع زوجها ويرفض الزواج منها وهنا تعرف لعبه خطئها وتقرر أن تعود لزوجها الذي صفح عنها لأنه يحبه وينتهي الفيلم نهاية سعيدة بعودتهما إلى بعض ليعيشوا في حب وسعادة.

## طاقم التمثيل
- نجيب الريحاني: (حسن أبو طبق)
- تحية كاريوكا: (لعبة)
- سليمان نجيب: (إيزاك)
- عزيز عثمان: (محمود بلاليكا)
- بشارة واكيم: (وجيه الشابوري)
- حسن فايق: (المخرج)
- عبد الفتاح القصري: (إبراهيم نفخو)
- ماري منيب: (سنية جنح)
- سعيد أبو بكر: (الأخرس)
- محمود لطفي: (مساعد المخرج)
- زكي صالح
- عبد الحميد بدوي: (مدير محل إيزاك)
- رياض القصبجي: (صاحب مطعم الفول)
- محمد نبيه
- بترو طنوس
- إسكندر منسي: (عامل في محل بريموس)
- علي كامل: (القهوجي)
- إبراهيم عمارة: (المحاضر)
- جراسيا قاصين: (زبونة محل إيزاك)
- عبد المنعم سعودي: (الفراش)
- عباس الدالي: (زبون الدخاخني)
- توفيق إسماعيل: (زبون المحل)
- طوسون معتمد

## وصلات خارجية
- مقالات تستعمل روابط فنية بلا صلة مع ويكي بيانات